# Paul-Henry Nargeolet
Paul-Henry Nargeolet, auch Paul-Henri Nargeolet (* 2. März 1946 in Chamonix-Mont-Blanc; † 18. Juni 2023 im Nordatlantik), war ein französischer Tiefseeforscher und Titanic-Experte. Er starb durch die Implosion des Tiefsee-U-Boots Titan bei einem Tauchgang zur Titanic.

## Leben
Nargeolet wurde 1946 in den französischen Alpen geboren und verbrachte 13 Jahre seiner Kindheit in Marokko. Bereits im Alter von neun Jahren begleitete er in Casablanca eine Gruppe von Tauchern zu einem Frachtschiff in 20 m Tiefe. Mit 16 Jahren kehrte er nach Frankreich zurück, um seine Schulausbildung am Lycée Jean Baptiste Say in Paris abzuschließen.
Von 1964 bis 1986 diente er in der französischen Marine, bei der er als Kommandant einer Tauchereinheit zur Räumung von Seeminen, als Schiffskapitän und ab 1980 als U-Boot-Führer tätig war. In dieser Funktion entdeckte er im selben Jahr vor Bonifacio ein römisches Wrack in 70 m Tiefe und erforschte u. a. das 1780 vor der Île du Levant gesunkene 66-Kanonen-Linienschiff Slawa Rossii (Asia-Klasse) der Kaiserlich Russischen Marine.
Anschließend war er bis 1996 beim französischen Forschungsinstitut Ifremer als Leiter der U-Boot-Projekte Nautile und Cyana beschäftigt und führte 1987 die erste Bergungsmission zur Titanic durch.
1993 entdeckte er mit der Nautile vor Toulon das 1664 gesunkene Schiff La Lune.
Ab 1994 war er Direktor des neu geschaffenen Center for Maritime & Underwater Resource Management (CMURM) der Michigan State University. Von 1996 bis 2003 war er auch für die Produktionsfirma Aqua+, eine Tochtergesellschaft von Canal+, tätig, wo er die Unterwassermissionen zweier U-Boote leitete. Ab 2007 war er Direktor des Unterwasser-Forschungsprogramms beim NASDAQ-gelisteten Unternehmen Premier Exhibitions Inc.
Er führte sechs Expeditionen zum Wrack der Titanic durch, bei denen er in 30 Tauchgängen als U-Boot-Führer die Bergung von über 5000 Objekten beaufsichtigte. 2010 beteiligte er sich an der Suche nach dem Flugschreiber des abgestürzten Air-France-Fluges 447 von Rio de Janeiro nach Paris.
Im Juni 2023 nahm Nargeolet in dem Tiefsee-U-Boot Titan an einer Expedition zur Titanic teil. Das U-Boot implodierte in einer Tiefe von etwa 3300 Metern, was alle fünf Insassen tötete.

## Werke
- Dans les profondeurs du Titanic. HarperCollins, Paris 2022, ISBN 979-10-339-0984-2 (französisch).